# Alfons Semler
Alfons Semler (* 6. Januar 1886 in Gutenstein; † 14. März 1960 in Überlingen) war ein deutscher Stadtarchivar und Bibliothekar der Leopold-Sophien-Bibliothek in Überlingen.

## Leben und Wirken
Semler besuchte zunächst die Oberrealschule in Konstanz (mit Ergänzungsprüfung am Realgymnasium Mannheim 1905) und studierte anschließend Germanistik und Geschichte an den Universitäten Heidelberg, Freiburg/Br. und Oxford. Er war Mitglied der katholischen Studentenverbindung KStV Brisgovia Freiburg im KV. Seine Promotion erfolgte 1908 mit einer Abhandlung über Frühneuhochdeutsche Endungsvokale an der Universität Freiburg. Seither war er im Schuldienst an der Realschule Überlingen tätig, wofür ihm der Professorentitel verliehen wurde. Seit 1934 leitete er die wissenschaftliche Leopold-Sophien-Bibliothek mit ihren besonders wertvollen historischen Beständen in Überlingen, ab 1937 außerdem die dortige Stadtbibliothek. Seit 1941 war er zusätzlich Stadtarchivar von Überlingen. Dort beschäftigte er sich intensiv mit der Geschichte Überlingens und den älteren Handschriften des Archivs und veröffentlichte zahlreiche Artikel in der Zeitschrift für die Geschichte des Oberrheins, so unter anderem über die Bibliothek des Humanisten Jakob Spiegel, oder zu religiösen Themen für das Freiburger Diözesan-Archiv. So beispielsweise über Melchior Fattlin den Weihbischof vom Konstanz und sein Wirken (Band 74), die Friedhöfe der Stadt (Band 75) oder die Seelsorger der Pfarrei (Band 77) in Überlingen. Er gab in den Jahren 1950 bis 1952 zudem die Die Tagebücher des Dr. Johann Heinrich von Pfummern (Heinrich von Pflummern) in drei Bänden heraus. Er verfasste auch Nachrufe auf Kollegen wie beispielsweise zu Victor Mezger, der im Jahr 1936 starb.

## Schriften (Auswahl)
- Die Pilgerreise des Alfons von Bodman. Nach der Karlsruher Handschrift veröffentlicht. In: Mitteilungen aus dem Germanischen Nationalmuseum. Jahrgang 1910, S. 127–146.
- Ein geschichtliches Volkslied auf die Belagerung von Konstanz im Jahre 1633. Aus einer Handschrift der Stuttgarter Landesbibliothek. In: Schriften des Vereins für Geschichte des Bodensees und seiner Umgebung. Band 53, 1924, S. 301–310 (digishelf.de).
- Die historischen Handschriften der Leopold-Sophien-Bibliothek in Überlingen. In: Zeitschrift für Geschichte des Oberrheins. N.F., Band 41, 1928, S. 117–131 (Textarchiv – Internet Archive).
- Kriegszug der schwäbischen Reichsstädte in den Hegau. In: Schriften des Vereins für Geschichte des Bodensees und seiner Umgebung. Band 68, 1941/1942, S. 39–49.
- Überlingen. Bilder aus der Geschichte einer kleinen Reichsstadt. Oberbad. Verlag, Singen 1949.
- Der Linzgau in Vergangenheit und Gegenwart. Feyel, Überlingen 1949.
- Abriß der Geschichte der Stadt Überlingen. Feyel, Überlingen 1953.
- Geschichte des Heilig-Geist-Spitals in Überlingen am Bodensee. Verlag der Spitalverwaltung, Überlingen 1957.
- Die Leopold-Sophien-Bibliothek in Überlingen. In: Schriften des Vereins für Geschichte des Bodensees und seiner Umgebung. Band 75, 1957/1958, S. 117–132.